# Baltazar. Autobiografia
Baltazar. Autobiografia – autobiografia autorstwa Sławomira Mrożka wydana przez oficynę Noir sur Blanc w 2006.
Dzieło powstało, jako zadanie terapeutyczne po udarze mózgu, jakiego autor doświadczył w 2002 i który zaskutkował afazją. Terapia przyniosła pożądany skutek, m.in. Mrożek odzyskał zdolność mowy i pisania. W odróżnieniu od większości wcześniejszych dokonań autora, jego autobiografia pozbawiona jest charakterystycznego dlań, często absurdalnego, poczucia humoru. Jest bardzo poważna. Opowiada m.in. o dzieciństwie twórcy, chłopskich korzeniach (rodzina matki z Borzęcina), awansie społecznym, studiach i pracy w dziennikarstwie. Mrożek tłumaczy swoje wstąpienie do PZPR zawodem miłosnym, oraz opisuje kłopoty z alkoholem z 1963, sprzed wyjazdu do Stanów Zjednoczonych. Praktycznie nie odnosi się do własnej twórczości literackiej.